# 高速鋼
高速鋼（英語：High Speed Steel，英文簡寫：HSS，中國大陸部分地區又稱鋒鋼，風鋼）是一種高合金刃具钢。
在高速鋼被廣泛應用前，金屬切割刀具主要使用高碳鋼製造，然而高碳鋼在持續進行金屬切割的情況下，高碳鋼刀具難以承受與工件摩擦產生的高溫，在攝氏300度時，其強度會大幅下降，導致刀具需要經常更換，高碳鋼刀具在切割經過加硬處理的金屬材料時，更會出現難以切削的情況，導致刀具受損。高速鋼在提煉時加入鎢、鉻、鉬、鈷、釩等金屬元素，在常溫下其洛氏硬度達到(HRC60)。其高溫強度比高碳鋼有大幅提升，在攝氏600度時，其洛氏硬度能夠維持約(HRC40)或以上，刀刃仍能保持鋒利，而高碳鋼在相同溫度已明顯軟化，失去切割能力。高速鋼和高碳鋼類似可進行熱處理，透過淬火提升刀具的硬度，並利用回火維持適度的韌性。由於高速鋼能夠承受高速切削金屬時所產生的高溫並保持硬度，所以此種合金鋼被稱為高速鋼。

## 歷史
1899年，美國工程師弗雷德里克·溫斯洛·泰勒和懷特·白在位於美國賓夕法尼亞州的伯利恆鋼鐵公司工作時，尋求一種能夠在高溫下依然保持硬度的金屬。經過試驗後，發現鋼材加入鎢、鉻和釩後，就能提升高溫下的硬度。高速鋼在1910年開始實用化，用於車刀的製造，相比起過去的高碳鋼刀具，高速鋼大幅提高刀具的耐用性，從而提升金屬切削加工的效率。

## 成分
高速鋼的成分和其他鋼材一樣，以鐵為最主要的組成元素，並在冶煉時盡量把硫和磷等雜質清除。高速鋼含有百分之0.6至1.3的碳，並在提煉時加入鎢、鉻、鉬、鈷、釩和錳，成為一種合金鋼。其中鎢、鉬和鈷能夠提升鋼材的高溫強度，鉻的加入能夠增強鋼材的抗氧化能力和耐磨性，釩可提升抗衝擊性能，而錳的加入可改善鋼材的韌性。高速鋼經過多年發展，由不同元素組成的高速鋼相繼出現。因此不同類型的高速鋼，其組成元素也有分別。
高速钢分通用型高速钢（钨系高速钢和钼系高速钢）和高性能高速钢（高碳高速钢、钴高速钢、铝高速钢）。高速钢中碳的质量分数为0.7%-1.4%，含有W、Mo、Cr、V等多种合金元素，其总量超过10%。W和Mo使高速钢具有高热硬性，Cr可以提高淬透性，V主要提高耐磨性、红硬性及细化晶粒。
| AISI編號                       | 碳 C      | 鉻 Cr | 鉬 Mo | 鎢 W | 釩 V | 鈷 Co | 錳 Mn   | 矽 Si   |
| ------------------------------ | --------- | ----- | ----- | ---- | ---- | ----- | ------- | ------- |
| T1                             | 0.65–0.80 | 4.0   | -     | 18   | 1    | -     | 0.1–0.4 | 0.2–0.4 |
| M1                             | 0.83      | 3.8   | 8.5   | 1.8  | 1.2  | -     | -       | -       |
| M2                             | 0.9       | 4.2   | 5.0   | 6.5  | 2.0  | -     | 0.4     | 0.3     |
| M4                             | 1.3       | 4.2   | 4.5   | 5.6  | 4.0  | -     | -       | -       |
| M7                             | 1.02      | 3.8   | 8.6   | 1.8  | 1.9  | -     | -       | -       |
| M35                            | 0.9       | 4.2   | 5.3   | 6.5  | 1.9  | 5.0   | 0.3     | 0.3     |
| M42                            | 1.1       | 3.9   | 9.5   | 1.5  | 1.2  | 8.0   | 0.3     | 0.3     |
| 本表並不包括其他微量成分和雜質 |           |       |       |      |      |       |         |         |

## 應用
高速鋼被廣泛應用於各種切割器材的刀具，包括車床的車刀，銑床的銑刀和鑽床的鑽頭。由於高速鋼比高碳鋼耐用，即使是常見的手工具，例如鋸片，都會採用高速鋼製造。